# Doryctes selene
Doryctes selene är en stekelart som beskrevs av Nixon 1939. Doryctes selene ingår i släktet Doryctes och familjen bracksteklar. Inga underarter finns listade i Catalogue of Life.